# Triết học toán học
Triết học toán học là nhánh của triết học nghiên cứu các giả định, nền tảng và ý nghĩa của toán học, và các mục đích để đưa ra quan điểm về bản chất và phương pháp toán học, và để hiểu vị trí của toán học trong cuộc sống của mọi người. Bản chất logic và cấu trúc của toán học làm cho nghiên cứu này vừa rộng rãi vừa độc đáo giữa các đối tác triết học của nó.

## Chủ đề thường xuyên
Các chủ đề thường xuyên bao gồm:
- Vai trò của loài người trong việc phát triển toán học là gì?
- Các nguồn của vấn đề toán học là gì?
- Tình trạng bản thể học của các thực thể toán học là gì?
- Nó có nghĩa gì khi đề cập đến một đối tượng toán học ?
- Các đặc tính của một định lý toán học là gì?
- Mối quan hệ giữa logic và toán học là gì?
- Vai trò của thông diễn học trong toán học là gì?
- Những kiểu tìm tòi nào đóng một vai trò trong toán học?
- Các mục tiêu của việc tìm tòi toán học là gì?
- Điều gì mang lại kinh nghiệm trong toán học?
- Các đặc điểm của con người đằng sau toán học là gì?
- Vẻ đẹp của toán học là gì?
- Nguồn gốc và bản chất của sự thật trong toán học là gì?
- Mối quan hệ giữa thế giới trừu tượng của toán học và vũ trụ vật chất là gì?

## Lịch sử
Nguồn gốc của toán học là đối tượng để tranh luận. Cho dù sự ra đời của toán học là ngẫu nhiên xảy ra hay gây ra bởi sự cần thiết phải phụ thuộc vào các môn học khác, ví dụ như vật lý, vẫn là một vấn đề tranh luận sôi nổi.
Nhiều nhà tư tưởng đã đóng góp ý tưởng của họ liên quan đến bản chất của toán học. Hôm nay, một số  nhà triết học toán học nhằm đưa ra các tài khoản của hình thức điều tra này và các sản phẩm của nó khi họ đứng, trong khi những người khác nhấn mạnh vai trò của chính họ vượt xa sự giải thích đơn giản để phân tích phê phán. Có những truyền thống về triết học toán học trong cả triết học phương Tây và triết học phương Đông. Các triết học phương Tây về toán học đã lùi xa như Pythagoras, người đã mô tả lý thuyết "mọi thứ đều là toán học" (toán học), Plato, người đã diễn giải Pythagoras, và nghiên cứu trạng thái bản thể của các đối tượng toán học và Aristotle, người đã nghiên cứu logic và các vấn đề liên quan đến vô hạn (thực tế so với tiềm năng).
Triết học Hy Lạp về toán học bị ảnh hưởng mạnh mẽ bởi nghiên cứu của họ về hình học. Chẳng hạn, tại một thời điểm, người Hy Lạp cho rằng 1 (một) không phải là một con số, mà là một đơn vị có độ dài tùy ý. Một số được định nghĩa là vô số. Do đó, 3, ví dụ, đại diện cho vô số đơn vị nhất định, và do đó không "thực sự" là một con số. Tại một điểm khác, một lập luận tương tự đã được đưa ra rằng 2 không phải là một số mà là một khái niệm cơ bản của một cặp. Những quan điểm này xuất phát từ quan điểm hình học thẳng góc cạnh và hình học của người Hy Lạp: giống như các đường được vẽ trong một vấn đề hình học được đo theo tỷ lệ với đường được vẽ tùy ý đầu tiên, do đó, các số trên một dòng số được đo theo tỷ lệ đến "số" đầu tiên hoặc "một" tùy ý.
Những ý tưởng về các con số Hy Lạp trước đó đã được củng cố bằng việc phát hiện ra sự bất hợp lý của căn bậc hai của hai. Hippasus, một môn đệ của Pythagoras, đã chỉ ra rằng đường chéo của hình vuông đơn vị là không thể so sánh được với cạnh (đơn vị chiều dài) của nó: nói cách khác, ông đã chứng minh rằng không có con số (hợp lý) nào mô tả chính xác tỷ lệ của đường chéo vuông với cạnh của nó. Điều này gây ra một đánh giá lại đáng kể về triết học toán học Hy Lạp. Theo truyền thuyết, những đồng bào theo Pythagore đã bị tổn thương nặng nề bởi phát hiện này đến nỗi họ đã sát hại Hippasus để ngăn anh ta truyền bá ý tưởng lạc giáo của mình. Simon Stevin là một trong những người đầu tiên ở châu Âu thách thức các ý tưởng của Hy Lạp vào ngày 16   thế kỷ. Bắt đầu với Leibniz, trọng tâm chuyển mạnh mẽ sang mối quan hệ giữa toán học và logic. Viễn cảnh này thống trị triết học toán học qua thời Frege và Russell, nhưng đã bị đặt câu hỏi bởi những phát triển vào cuối thế kỷ 19 và đầu thế kỷ 20.

### Triết học đương đại
Một vấn đề lâu năm trong triết học toán học liên quan đến mối quan hệ giữa logic và toán học tại các nền tảng chung của họ. Trong khi các nhà triết học thế kỷ 20 tiếp tục đặt câu hỏi được đề cập ở đầu bài viết này, thì triết học toán học trong thế kỷ 20 được đặc trưng bởi sự quan tâm chủ yếu đến logic hình thức, lý thuyết tập hợp và các vấn đề cơ bản.
Đó là một câu đố sâu sắc rằng một mặt sự thật toán học dường như có một sự tất yếu hấp dẫn, nhưng mặt khác, nguồn gốc của "tính trung thực" của chúng vẫn còn khó nắm bắt. Điều tra về vấn đề này được gọi là nền tảng của chương trình toán học.
Vào đầu thế kỷ 20, các nhà triết học toán học đã bắt đầu phân chia thành nhiều trường phái tư tưởng khác nhau về tất cả những câu hỏi này, được phân biệt rộng rãi bằng hình ảnh của họ về nhận thức luận và bản thể học toán học. Ba trường phái, chủ nghĩa hình thức, trực giác và logic, xuất hiện vào thời điểm này, một phần để đáp lại sự lo lắng ngày càng lan rộng mà toán học đứng vững, và đặc biệt là phân tích, không tuân theo các tiêu chuẩn về sự chắc chắn và nghiêm ngặt đã được đưa ra được coi là đương nhiên. Mỗi trường giải quyết các vấn đề nổi bật tại thời điểm đó, hoặc cố gắng giải quyết chúng hoặc cho rằng toán học không được hưởng trạng thái như kiến thức đáng tin cậy nhất của chúng ta.
Những phát triển đáng ngạc nhiên và phản trực giác trong logic hình thức và đặt lý thuyết vào đầu ngày 20   thế kỷ dẫn đến những câu hỏi mới liên quan đến những gì được gọi là nền tảng của toán học. Khi thế kỷ mở ra, trọng tâm ban đầu của mối quan tâm đã mở rộng sang một khám phá mở về các tiên đề cơ bản của toán học, phương pháp tiên đề đã được áp dụng kể từ thời Euclid khoảng 300 TCN là cơ sở tự nhiên cho toán học. Các khái niệm tiên đề, mệnh đề và chứng minh, cũng như khái niệm mệnh đề là đúng với một đối tượng toán học, đã được chính thức hóa, cho phép chúng được xử lý bằng toán học. Các tiên đề của Zermelo-Fraenkel cho lý thuyết tập hợp đã được xây dựng trong đó cung cấp một khung khái niệm trong đó nhiều diễn ngôn toán học sẽ được diễn giải. Trong toán học, cũng như trong vật lý, những ý tưởng mới và bất ngờ đã nảy sinh và những thay đổi đáng kể đang đến. Với cách đánh số của Godel, các mệnh đề có thể được hiểu là đề cập đến chính chúng hoặc các mệnh đề khác, cho phép tìm hiểu về tính nhất quán của các lý thuyết toán học. Phê bình phản xạ này, trong đó lý thuyết đang xem xét "trở thành bản thân đối tượng của một nghiên cứu toán học" dẫn đến việc Hilbert gọi nghiên cứu như vậy là metamathematics hoặc lý thuyết chứng minh.

Vào giữa thế kỷ, một lý thuyết toán học mới được tạo ra bởi Samuel Eilenberg và Saunders Mac Lane, được gọi là lý thuyết phạm trù, và nó trở thành một ứng cử viên mới cho ngôn ngữ tự nhiên của tư duy toán học. Như ngày 20   Tuy nhiên, thế kỷ đã tiến triển, các ý kiến triết học chuyển hướng sang việc các câu hỏi về nền tảng được nêu ra từ đầu thế kỷ được đặt ra như thế nào. Hilary Putnam đã tóm tắt một quan điểm chung về tình hình vào thứ ba cuối cùng của thế kỷ bằng cách nói: 
 Khi triết lý phát hiện ra điều gì đó sai trái với khoa học, đôi khi khoa học có được changed- nghịch lý Russell nói đến cái tâm, cũng như Berkeley tấn công 's trên thực tế vô cùng -Nhưng thường xuyên hơn nó được triết lý đó phải được thay đổi. Tôi không nghĩ rằng những khó khăn mà triết học tìm thấy với toán học cổ điển ngày nay là những khó khăn thực sự; và tôi nghĩ rằng những diễn giải triết học về toán học mà chúng ta đang được cung cấp trên mỗi bàn tay là sai, và "giải thích triết học" chỉ là những gì toán học không cần. :169–170 
 Triết học toán học ngày nay tiến hành theo nhiều dòng nghiên cứu khác nhau, bởi các nhà triết học toán học, logic và toán học, và có nhiều trường phái tư tưởng về chủ đề này. Các trường được giải quyết riêng trong phần tiếp theo, và giả định của họ được giải thích.

## Các chủ đề chính

### Hiện thực toán học
Chủ nghĩa hiện thực toán học, giống như chủ nghĩa hiện thực nói chung, cho rằng các thực thể toán học tồn tại độc lập với tâm trí con người. Do đó, con người không phát minh ra toán học mà chỉ khám phá ra nó, và bất kỳ sinh vật thông minh nào khác trong vũ trụ có lẽ cũng sẽ làm như vậy. Theo quan điểm này, thực sự có một loại toán học có thể được khám phá; ví dụ, hình tam giác là những thực thể thực sự, không phải là sáng tạo của tâm trí con người.
Nhiều nhà toán học làm việc đã là những nhà hiện thực toán học; họ thấy mình là người phát hiện ra các vật thể tự nhiên. Ví dụ bao gồm Paul Erdős và Kurt Gödel. Gôdel tin vào một thực tế toán học khách quan có thể được nhận thức theo cách tương tự như nhận thức. Một số nguyên tắc (ví dụ, đối với bất kỳ hai đối tượng nào, có một tập hợp các đối tượng bao gồm chính xác hai đối tượng đó) có thể được xem trực tiếp là đúng, nhưng giả thuyết liên tục có thể chứng minh không thể xác định được chỉ dựa trên các nguyên tắc đó. Gödel đề xuất rằng phương pháp bán thực nghiệm có thể được sử dụng để cung cấp đủ bằng chứng để có thể giả định một cách hợp lý một phỏng đoán như vậy.
Trong chủ nghĩa hiện thực, có những sự phân biệt tùy thuộc vào loại tồn tại mà người ta cần có các thực thể toán học để có và cách chúng ta biết về chúng. Các hình thức chính của chủ nghĩa hiện thực toán học bao gồm Platonism.

### Toán học chống hiện thực
Toán học chống hiện thực nói chung cho rằng các phát biểu toán học có giá trị thật, nhưng chúng không làm như vậy bằng cách tương ứng với một lĩnh vực đặc biệt của các thực thể phi vật chất hoặc phi thực nghiệm. Các hình thức chính của chủ nghĩa chống hiện thực toán học bao gồm chủ nghĩa hình thức và chủ nghĩa hư cấu.

## Trường phái tư tưởng đương đại

### Chủ nghĩa Platon
Chủ nghĩa Platon toán học là hình thức của chủ nghĩa hiện thực cho thấy các thực thể toán học là trừu tượng, không có thuộc tính không gian hoặc nhân quả, và là vĩnh cửu và không thay đổi. Điều này thường được tuyên bố là quan điểm mà hầu hết mọi người có số. Thuật ngữ nghĩa Platon được sử dụng vì một quan điểm như vậy được xem là song song với Plato 's lý thuyết hình thức và 'World of Ideas'(tiếng Hy Lạp: eidos (εἶδος)) được mô tả trong Plato phúng dụ chiếc hang: thế giới hàng ngày chỉ có thể không hoàn hảo xấp xỉ một không thay đổi, hiện thực tối thượng. Cả hang động và Platon của Plato đều có ý nghĩa, không chỉ là những mối liên hệ hời hợt, bởi vì những ý tưởng của Plato đã có trước và có thể bị ảnh hưởng bởi Pythagore vốn rất nổi tiếng thời Hy Lạp cổ đại, người tin rằng thế giới, hoàn toàn theo nghĩa đen, được tạo ra bởi những con số.
Một câu hỏi lớn được xem xét trong chủ nghĩa Platon toán học là: Chính xác thì các thực thể toán học tồn tại ở đâu và làm thế nào để chúng ta biết về chúng? Có một thế giới, hoàn toàn tách biệt với thế giới vật lý của chúng ta, bị chiếm giữ bởi các thực thể toán học? Làm thế nào chúng ta có thể truy cập vào thế giới riêng biệt này và khám phá sự thật về các thực thể? Một câu trả lời được đề xuất là Ultimate Consemble, một lý thuyết cho rằng tất cả các cấu trúc tồn tại về mặt toán học cũng tồn tại vật lý trong vũ trụ của chính chúng. 

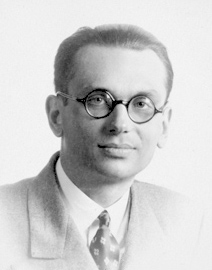
Kurt Gôdel

Chủ nghĩa Platon của Kurt Gödel  định một loại trực giác toán học đặc biệt cho phép chúng ta nhận thức trực tiếp các đối tượng toán học. (Quan điểm này giống với nhiều điều Husserl nói về toán học, và ủng hộ ý tưởng của Kant rằng toán học là tổng hợp của một tiên nghiệm.) Davis và Hersh đã đề xuất trong cuốn sách Kinh nghiệm toán học năm 1999 của họ rằng hầu hết các nhà toán học hành động như thể họ là người theo chủ nghĩa Platon, mặc dù, nếu bị ép phải bảo vệ vị trí một cách cẩn thận, họ có thể rút lui về chủ nghĩa hình thức.
Platonism đầy đủ là một biến thể hiện đại của Platonism, phản ứng với thực tế là các tập hợp toán học khác nhau có thể được chứng minh tồn tại tùy thuộc vào các tiên đề và quy tắc suy luận được sử dụng (ví dụ, luật của trung gian bị loại trừ và tiên đề của sự lựa chọn). Nó cho rằng tất cả các thực thể toán học tồn tại, tuy nhiên chúng có thể chứng minh được, ngay cả khi chúng không thể xuất phát từ một tập tiên đề nhất quán duy nhất.
Chủ nghĩa hiện thực theo lý thuyết tập hợp (cũng là chủ nghĩa Platon theo lý thuyết tập hợp)  một vị trí được bảo vệ bởi Penelope Maddy, là quan điểm cho rằng lý thuyết tập hợp là về một vũ trụ tập hợp. Vị trí này (còn được gọi là Platonism nhập tịch vì nó là phiên bản nhập tịch của Platonism toán học) đã bị Mark Balaguer chỉ trích trên cơ sở vấn đề nhận thức luận của Paul Benacerraf. Một quan điểm tương tự, được gọi là chủ nghĩa tự nhiên Platonized, sau đó được bảo vệ bởi Trường Stanford Stanford Edmonton: theo quan điểm này, một loại Platonism truyền thống hơn phù hợp với chủ nghĩa tự nhiên; loại Platonism truyền thống hơn mà họ bảo vệ được phân biệt bởi các nguyên tắc chung khẳng định sự tồn tại của các đối tượng trừu tượng.

### Chủ nghĩa toán học
Giả thuyết vũ trụ toán học (hay toán học) của Max Tegmark đi xa hơn Platonism khi khẳng định rằng không chỉ tất cả các đối tượng toán học tồn tại, mà còn không có gì khác. Định đề duy nhất của Tegmark là: Tất cả các cấu trúc tồn tại về mặt toán học cũng tồn tại về mặt vật lý. Đó là, theo nghĩa là "trong những [thế giới] đó đủ phức tạp để chứa các cấu trúc tự nhận thức [chúng] sẽ nhận thức một cách chủ quan về bản thân như tồn tại trong một thế giới 'thực'.

### Chủ nghĩa logic
Logic học là luận điểm cho rằng toán học có khả năng giảm logic, và do đó không có gì ngoài một phần của logic. :41 Các nhà logic học cho rằng toán học có thể được biết đến như một tiên nghiệm, nhưng cho rằng kiến thức toán học của chúng ta chỉ là một phần của kiến thức logic nói chung, và do đó là phân tích, không đòi hỏi bất kỳ giảng viên trực giác toán học đặc biệt nào. Theo quan điểm này, logic là nền tảng đúng đắn của toán học, và tất cả các phát biểu toán học là những sự thật logic cần thiết.
Rudolf Carnap (1931) trình bày luận điểm logic trong hai phần:
1. Các khái niệm toán học có thể được bắt nguồn từ các khái niệm logic thông qua các định nghĩa rõ ràng.
2. Các định lý của toán học có thể được bắt nguồn từ các tiên đề logic thông qua suy luận logic thuần túy.

Gottlob Frege là người sáng lập ra chủ nghiã logic. Trong bán kết Die Grundgesetze der Arithmetik (Luật cơ bản của số học), ông đã xây dựng số học từ một hệ thống logic với một nguyên tắc hiểu biết chung, mà ông gọi là "Luật cơ bản V" (đối với các khái niệm F và G, phần mở rộng của F bằng mở rộng G khi và chỉ khi cho tất cả các đối tượng a, Fa bằng Ga), một nguyên tắc mà anh ta đã chấp nhận để trở thành một phần của logic. 

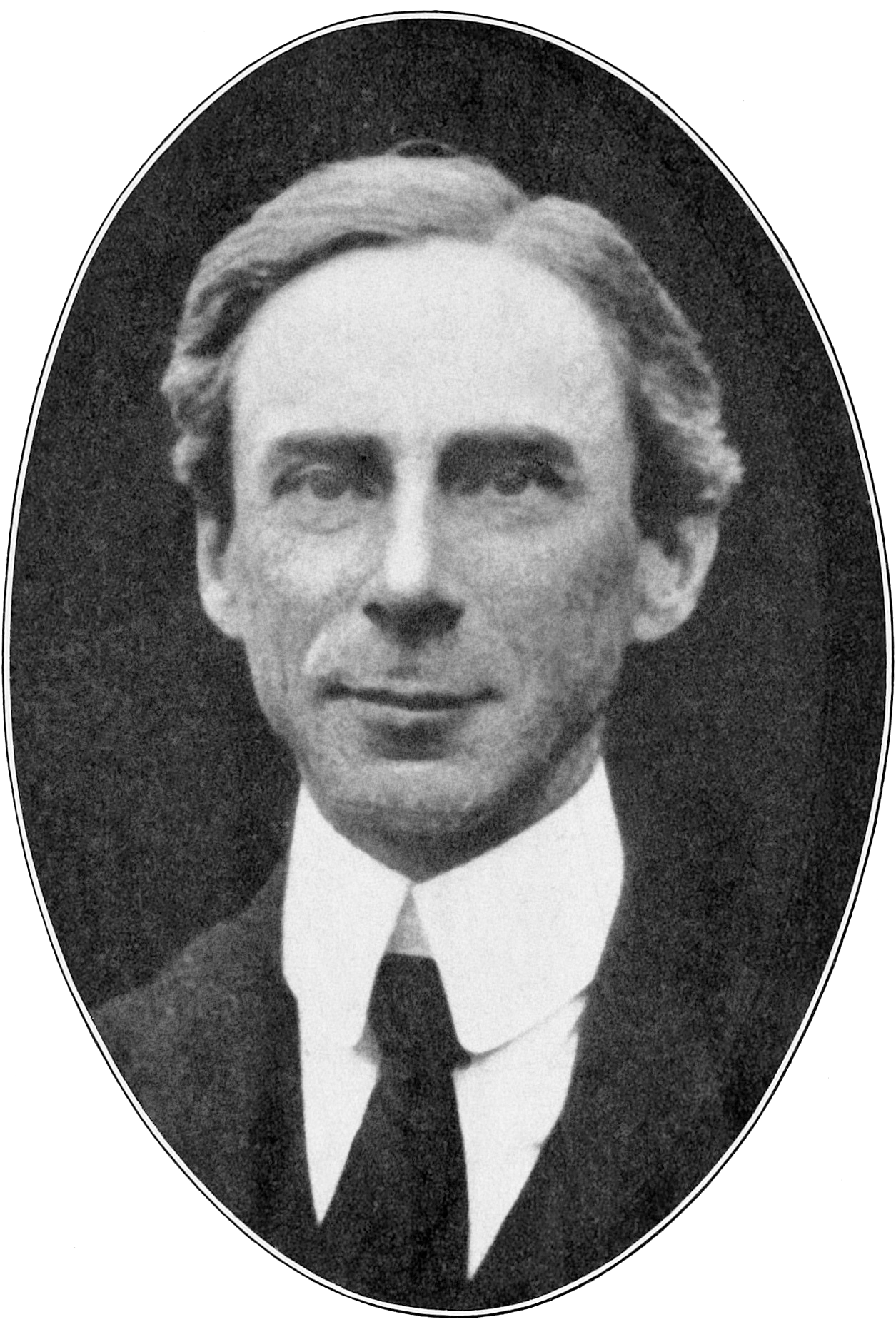
Bertrand Russell

Xây dựng của Frege là thiếu sót. Russell phát hiện ra rằng Luật cơ bản V không nhất quán (đây là nghịch lý của Russell). Frege đã từ bỏ chương trình logic của mình ngay sau đó, nhưng nó vẫn được tiếp tục bởi Russell và Whitehead. Họ gán cho nghịch lý là "vòng tròn luẩn quẩn" và xây dựng cái mà họ gọi là lý thuyết kiểu phân nhánh để đối phó với nó. Trong hệ thống này, cuối cùng họ đã có thể xây dựng nhiều toán học hiện đại nhưng ở dạng biến đổi và phức tạp quá mức (ví dụ, có mỗi số tự nhiên khác nhau trong mỗi loại và có vô số loại). Họ cũng đã phải thực hiện một số thỏa hiệp để phát triển rất nhiều toán học, chẳng hạn như " tiên đề của tính khử ". Ngay cả Russell cũng nói rằng tiên đề này không thực sự thuộc về logic.
Các nhà logic học hiện đại (như Bob Hale, Crispin Wright, và có lẽ những người khác) đã quay trở lại một chương trình gần hơn với Frege. Họ đã từ bỏ Luật cơ bản V để ủng hộ các nguyên tắc trừu tượng hóa như nguyên tắc của Hume (số lượng đối tượng thuộc khái niệm F bằng với số lượng đối tượng thuộc khái niệm G khi và chỉ khi mở rộng F và mở rộng G đưa vào tương ứng một-một). Frege yêu cầu Luật cơ bản V để có thể đưa ra định nghĩa rõ ràng về các con số, nhưng tất cả các thuộc tính của số có thể được lấy từ nguyên tắc của Hume. Điều này sẽ không đủ cho Frege bởi vì (để diễn giải anh ta) không loại trừ khả năng số 3 thực tế là Julius Caesar. Ngoài ra, nhiều nguyên tắc suy yếu mà họ đã phải áp dụng để thay thế Luật cơ bản V dường như không còn quá rõ ràng để phân tích, và do đó hoàn toàn hợp lý.

### Chủ nghĩa hình thức
Chủ nghĩa hình thức cho rằng các phát biểu toán học có thể được coi là tuyên bố về hậu quả của các quy tắc thao tác chuỗi nhất định. Ví dụ, trong "trò chơi" hình học Euclide (được xem là bao gồm một số chuỗi gọi là "tiên đề" và một số "quy tắc suy luận" để tạo ra các chuỗi mới từ các chuỗi đã cho), người ta có thể chứng minh rằng định lý Pythagore giữ (nghĩa là, người ta có thể tạo ra chuỗi tương ứng với định lý Pythagore). Theo chủ nghĩa hình thức, các sự thật toán học không phải là về các con số và tập hợp và hình tam giác và giống như trên thực tế, chúng không "nói về" bất cứ điều gì cả.
Một phiên bản khác của chủ nghĩa hình thức thường được gọi là chủ nghĩa khấu trừ. Trong suy luận, định lý Pythagore không phải là một sự thật tuyệt đối, mà là một quan hệ tương đối: nếu người ta gán nghĩa cho các chuỗi theo cách các quy tắc của trò chơi trở thành đúng (nghĩa là các phát biểu đúng được gán cho các tiên đề và quy tắc suy luận là bảo tồn sự thật), sau đó người ta phải chấp nhận định lý, hay nói đúng hơn, cách giải thích người ta đã đưa ra nó phải là một tuyên bố đúng. Điều tương tự cũng được tổ chức là đúng với tất cả các báo cáo toán học khác. Do đó, chủ nghĩa hình thức không có nghĩa là toán học không là gì ngoài một trò chơi tượng trưng vô nghĩa. Người ta thường hy vọng rằng có tồn tại một số giải thích trong đó các quy tắc của trò chơi giữ. (So sánh vị trí này với chủ nghĩa cấu trúc.) Nhưng nó cho phép nhà toán học làm việc tiếp tục công việc của mình và để lại những vấn đề như vậy cho nhà triết học hoặc nhà khoa học. Nhiều nhà chính thức sẽ nói rằng trong thực tế, các hệ tiên đề được nghiên cứu sẽ được đề xuất bởi các yêu cầu của khoa học hoặc các lĩnh vực khác của toán học. 

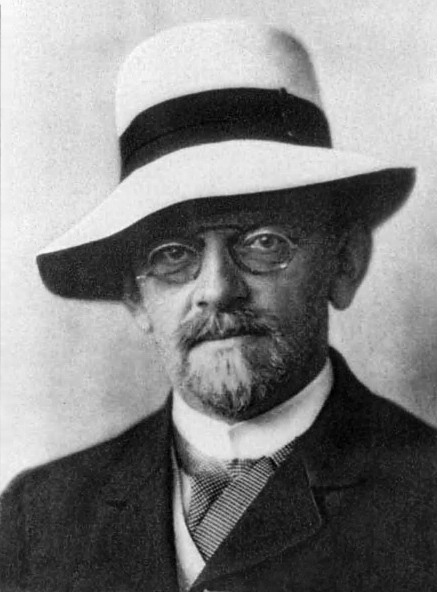
David Hilbert

Một người đề xướng sớm của chủ nghĩa hình thức là David Hilbert, người có chương trình dự định là một tiên đề hoàn chỉnh và nhất quán của tất cả các toán học. Hilbert nhằm mục đích cho thấy tính nhất quán của các hệ thống toán học từ giả định rằng "số học tài chính" (một hệ thống con của số học thông thường của các số nguyên dương, được chọn là không gây tranh cãi về mặt triết học) là nhất quán. Các mục tiêu của Hilbert trong việc tạo ra một hệ thống toán học vừa hoàn chỉnh vừa nhất quán đã bị làm suy yếu nghiêm trọng bởi các định lý bất toàn thứ hai của Gôdel, trong đó tuyên bố rằng các hệ tiên đề nhất quán có thể biểu hiện đủ không bao giờ có thể chứng minh tính nhất quán của chúng. Vì bất kỳ hệ tiên đề nào như vậy sẽ chứa số học chính xác như là một hệ thống con, nên định lý của Gôdel ngụ ý rằng không thể chứng minh tính nhất quán của hệ thống với điều đó (vì khi đó nó sẽ chứng minh tính nhất quán của chính nó, điều mà Gôdel đã thể hiện là không thể). Do đó, để chứng minh rằng bất kỳ hệ thống tiên đề nào của toán học trên thực tế là nhất quán, trước tiên người ta cần phải thừa nhận tính nhất quán của một hệ thống toán học theo nghĩa mạnh hơn hệ thống được chứng minh là nhất quán.
Hilbert ban đầu là một người khấu trừ, nhưng, có thể rõ ràng từ trên, ông đã xem xét các phương pháp siêu hình nhất định để mang lại kết quả có ý nghĩa nội tại và là một người thực tế đối với số học tài chính. Sau đó, ông giữ quan điểm rằng không có toán học có ý nghĩa nào khác, bất kể giải thích.
Các nhà chính thức khác, như Rudolf Carnap, Alfred Tarski và Haskell Curry, coi toán học là cuộc kiểm tra các hệ tiên đề chính thức. Các nhà logic toán học nghiên cứu các hệ thống chính thức nhưng thường là những người theo chủ nghĩa hiện thực vì họ là những người theo chủ nghĩa hình thức.
Người theo chủ nghĩa hình thức tương đối khoan dung và mời gọi các phương pháp tiếp cận logic, hệ thống số không chuẩn, lý thuyết tập hợp mới, v.v. Chúng ta càng học nhiều trò chơi thì càng tốt. Tuy nhiên, trong cả ba ví dụ này, động lực được rút ra từ các mối quan tâm toán học hoặc triết học hiện có. Các "trò chơi" thường không tùy ý.
Phê bình chính của chủ nghĩa hình thức là các ý tưởng toán học thực tế chiếm lĩnh các nhà toán học đã bị loại bỏ khỏi các trò chơi thao tác chuỗi được đề cập ở trên. Do đó, chủ nghĩa hình thức im lặng trước câu hỏi hệ thống tiên đề nào nên được nghiên cứu, vì không có ý nghĩa nào hơn hệ thống khác theo quan điểm chính thức.
Gần đây, một số nhà toán học chính thống đã đề xuất rằng tất cả các kiến thức toán học chính thức của chúng ta nên được mã hóa một cách có hệ thống các định dạng có thể đọc được trên máy tính, để tạo điều kiện kiểm tra bằng chứng tự động các bằng chứng toán học và sử dụng định lý tương tác chứng minh sự phát triển của lý thuyết toán học và phần mềm máy tính. Do mối liên hệ chặt chẽ với khoa học máy tính, ý tưởng này cũng được các nhà trực giác toán học và các nhà xây dựng ủng hộ trong truyền thống "tính toán", xem dự án QED để biết tổng quan.

### Chủ nghĩa thông thường
Nhà toán học người Pháp, Henri Poincaré là một trong những người đầu tiên đưa ra quan điểm thông thường. Việc Poincaré sử dụng hình học phi Euclide trong công trình nghiên cứu về phương trình vi phân đã thuyết phục ông rằng hình học Euclide không nên được coi là một sự thật tiên nghiệm. Ông cho rằng các tiên đề trong hình học nên được chọn cho kết quả mà chúng tạo ra, chứ không phải vì sự gắn kết rõ ràng của chúng với trực giác của con người về thế giới vật chất.

### Chủ nghĩa trực giác
Trong toán học, trực giác là một chương trình cải cách phương pháp với phương châm là "không có sự thật toán học không có kinh nghiệm" (LEJ Brouwer). Từ bàn đạp này, những người theo trực giác tìm cách tái cấu trúc những gì họ cho là phần chính xác của toán học theo các khái niệm của Kant về sự tồn tại, trở thành, trực giác và kiến thức. Brouwer, người sáng lập phong trào, cho rằng các đối tượng toán học phát sinh từ các hình thức tiên nghiệm của các biến động thông báo cho nhận thức về các đối tượng thực nghiệm.
Một lực lượng chính đằng sau chủ nghĩa trực giác là LEJ Brouwer, người đã bác bỏ tính hữu dụng của logic chính thức của bất kỳ loại nào đối với toán học. Học sinh của ông là Arend Heyting đã đưa ra một logic trực giác, khác với logic Aristoteles cổ điển; logic này không chứa luật trung gian bị loại trừ và do đó cau mày khi chứng minh bằng mâu thuẫn. Tiên đề của sự lựa chọn cũng bị từ chối trong hầu hết các lý thuyết tập hợp trực giác, mặc dù trong một số phiên bản, nó được chấp nhận.
Trong trực giác, thuật ngữ "xây dựng rõ ràng" không được xác định rõ ràng, và điều đó đã dẫn đến những lời chỉ trích. Người ta đã cố gắng sử dụng các khái niệm về máy Turing hoặc chức năng tính toán để lấp đầy khoảng trống này, dẫn đến tuyên bố rằng chỉ những câu hỏi liên quan đến hành vi của thuật toán hữu hạn là có ý nghĩa và cần được nghiên cứu trong toán học. Điều này đã dẫn đến việc nghiên cứu các con số tính toán, lần đầu tiên được giới thiệu bởi Alan Turing. Không có gì đáng ngạc nhiên, sau đó, cách tiếp cận toán học này đôi khi được kết hợp với khoa học máy tính lý thuyết.

#### Chủ nghĩa xây dựng
Giống như chủ nghĩa trực giác, chủ nghĩa kiến tạo liên quan đến nguyên tắc điều chỉnh chỉ những thực thể toán học có thể được xây dựng rõ ràng theo một nghĩa nào đó mới được chấp nhận vào diễn ngôn toán học. Theo quan điểm này, toán học là một bài tập về trực giác của con người, không phải là một trò chơi với những biểu tượng vô nghĩa. Thay vào đó, đó là về các thực thể mà chúng ta có thể tạo ra trực tiếp thông qua hoạt động tinh thần. Ngoài ra, một số học viên của các trường này từ chối các bằng chứng phi xây dựng, chẳng hạn như bằng chứng bằng mâu thuẫn. Công việc quan trọng được thực hiện bởi Errett Bishop, người đã cố gắng chứng minh các phiên bản của các định lý quan trọng nhất trong phân tích thực như phân tích mang tính xây dựng trong Cơ sở Phân tích Xây dựng năm 1967 của ông . 

#### Chủ nghĩa hữu hạn
Finitism là một hình thức cực đoan của kiến tạo, theo đó một đối tượng toán học không tồn tại trừ khi nó có thể được xây dựng từ các số tự nhiên trong một số bước hữu hạn. Trong cuốn sách Philistic of Set Theory, Mary Tiles đã mô tả những người cho phép các đối tượng vô hạn là những nhà tài chính cổ điển và những người từ chối thậm chí cả những đối tượng vô hạn là những nhà tài chính nghiêm khắc. 

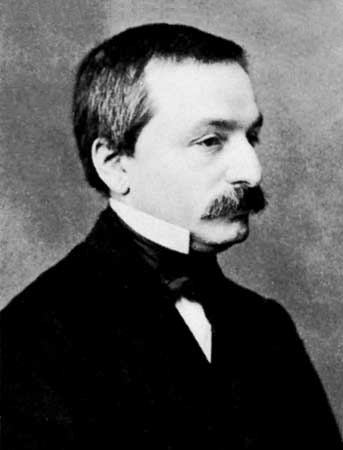
Kronecker

Người đề xuất chủ nghĩa tài chính nổi tiếng nhất là Leopold Kronecker, nói: 
God created the natural numbers, all else is the work of man.

 Ultrafinitism là một phiên bản thậm chí còn cực đoan hơn của chủ nghĩa hữu hạn, nó bác bỏ không chỉ vô số mà cả số lượng hữu hạn không thể được xây dựng bằng các nguồn lực sẵn có. Một biến thể khác của chủ nghĩa hữu hạn là số học Euclide, một hệ thống được phát triển bởi John Penn Mayberry trong cuốn sách Những nền tảng của toán học trong lý thuyết về bộ. Hệ thống của Mayberry là Aristotelian trong cảm hứng chung và, mặc dù ông từ chối mạnh mẽ bất kỳ vai trò nào đối với hoạt động hoặc tính khả thi trong các nền tảng của toán học, đi đến kết luận tương tự, chẳng hạn, siêu lũy thừa không phải là một chức năng tài chính hợp pháp.

### Chủ nghĩa cấu trúc
Chủ nghĩa cấu trúc là một vị trí mà các lý thuyết toán học mô tả các cấu trúc và các đối tượng toán học được xác định một cách thấu đáo bởi vị trí của chúng trong các cấu trúc như vậy, do đó không có thuộc tính nội tại. Chẳng hạn, nó sẽ duy trì rằng tất cả những gì cần biết về số 1 là nó là số nguyên đầu tiên sau 0. Tương tự như vậy, tất cả các số nguyên khác được xác định bởi vị trí của chúng trong một cấu trúc, dòng số. Các ví dụ khác về các đối tượng toán học có thể bao gồm các đường và mặt phẳng trong hình học, hoặc các phần tử và phép toán trong đại số trừu tượng.
Chủ nghĩa cấu trúc là một quan điểm hiện thực nhận thức luận ở chỗ nó cho rằng các phát biểu toán học có giá trị chân lý khách quan. Tuy nhiên, yêu cầu trung tâm của nó chỉ liên quan đến loại đối tượng toán học là gì, không liên quan đến loại đối tượng hoặc cấu trúc toán học nào tồn tại (nói cách khác là bản thể luận của chúng). Các loại đối tượng toán học tồn tại rõ ràng sẽ phụ thuộc vào cấu trúc mà chúng được nhúng vào; các giống phụ khác nhau của chủ nghĩa cấu trúc làm cho tuyên bố bản thể học khác nhau về vấn đề này.
Chủ nghĩa cấu trúc ante rem ("trước sự việc") có một bản thể học tương tự như chủ nghĩa Platon. Các cấu trúc được tổ chức để có một sự tồn tại thực sự nhưng trừu tượng và phi vật chất. Như vậy, nó phải đối mặt với vấn đề nhận thức luận tiêu chuẩn trong việc giải thích sự tương tác giữa các cấu trúc trừu tượng như vậy và các nhà toán học máu thịt (xem vấn đề nhận dạng của Benacerraf).
Chủ nghĩa in-re cấu trúc ("trong sự vật") tương đương với chủ nghĩa hiện thực của Aristoteles. Các cấu trúc được tổ chức để tồn tại khi một số hệ thống cụ thể minh họa chúng. Điều này phát sinh các vấn đề thông thường mà một số cấu trúc hoàn toàn hợp pháp có thể vô tình không tồn tại và một thế giới vật chất hữu hạn có thể không đủ "lớn" để chứa một số cấu trúc hợp pháp khác.
Chủ nghĩa cấu trúc bài rem ("sau sự vật") là chống chủ nghĩa hiện thực về các cấu trúc theo cách tương đồng với chủ nghĩa duy danh. Giống như chủ nghĩa duy danh, cách tiếp cận bài rem phủ nhận sự tồn tại của các đối tượng toán học trừu tượng với các thuộc tính khác với vị trí của chúng trong một cấu trúc quan hệ. Theo quan điểm này, các hệ thống toán học tồn tại và có các đặc điểm cấu trúc chung. Nếu một cái gì đó đúng với cấu trúc, nó sẽ đúng với tất cả các hệ thống minh họa cho cấu trúc. Tuy nhiên, nó chỉ đơn thuần là công cụ để nói về các cấu trúc được "giữ chung" giữa các hệ thống: thực tế chúng không có sự tồn tại độc lập.

### Các lý thuyết tâm trí hiện thân
Các lý thuyết tâm trí thể hiện cho rằng tư duy toán học là sự phát triển tự nhiên của bộ máy nhận thức của con người tìm thấy chính nó trong vũ trụ vật lý của chúng ta. Ví dụ, khái niệm trừu tượng về số lò xo từ kinh nghiệm đếm các đối tượng rời rạc. Người ta cho rằng toán học không phải là vạn năng và không tồn tại theo bất kỳ ý nghĩa thực tế nào, ngoài bộ não của con người. Con người xây dựng, nhưng không khám phá, toán học.
Với quan điểm này, vũ trụ vật lý vì thế có thể được coi là nền tảng cuối cùng của toán học: nó đã hướng dẫn sự tiến hóa của bộ não và sau đó xác định câu hỏi nào bộ não này sẽ đáng để điều tra. Tuy nhiên, tâm trí con người không có yêu cầu đặc biệt về thực tế hoặc cách tiếp cận với nó được xây dựng từ toán học. Nếu những cấu trúc như bản sắc của Euler là đúng thì chúng đúng như một bản đồ của tâm trí và nhận thức của con người.
Do đó, các nhà lý thuyết tâm trí hiện thân giải thích tính hiệu quả của toán học Toán học toán học được xây dựng bởi bộ não để có hiệu quả trong vũ trụ này.
Cách đối xử dễ tiếp cận, nổi tiếng và nổi tiếng nhất của viễn cảnh này là Trường hợp Toán học xuất phát, bởi George Lakoff và Rafael E. Núñez. Ngoài ra, nhà toán học Keith Devlin đã nghiên cứu các khái niệm tương tự với cuốn sách Bản năng toán học, cũng như nhà khoa học thần kinh Stanislas Dehaene với cuốn sách The Number Sense. Để biết thêm về các ý tưởng triết học đã truyền cảm hứng cho quan điểm này, xem khoa học nhận thức của toán học.

#### Chủ nghĩa hiện thực của Aristote
Chủ nghĩa hiện thực của Aristote cho rằng toán học nghiên cứu các tính chất như tính đối xứng, tính liên tục và trật tự có thể được nhận ra theo nghĩa đen trong thế giới vật lý (hoặc trong bất kỳ thế giới nào khác có thể có). Nó tương phản với chủ nghĩa Platon khi cho rằng các đối tượng của toán học, chẳng hạn như số, không tồn tại trong một thế giới "trừu tượng" nhưng có thể được nhận ra về mặt vật lý. Ví dụ, số 4 được nhận ra trong mối quan hệ giữa một đống vẹt và phổ quát "là một con vẹt" phân chia đống thành nhiều con vẹt. Chủ nghĩa hiện thực của Aristote được bảo vệ bởi James Franklin và Trường Sydney trong triết học toán học và gần với quan điểm của Penelope Maddy rằng khi một thùng trứng được mở ra, một bộ ba quả trứng được nhận ra (nghĩa là, một thực thể toán học được nhận ra trong thế giới vật chất). Một vấn đề đối với chủ nghĩa hiện thực của Aristote là những gì được đưa ra cho sự phổ biến cao hơn, có thể không thể thực hiện được trong thế giới vật lý.
Số học Euclide được phát triển bởi John Penn Mayberry trong cuốn sách Những nền tảng của toán học trong lý thuyết về bộ. cũng rơi vào truyền thống hiện thực của Aristote. Mayberry, theo Euclid, coi các con số chỉ đơn giản là "vô số đơn vị nhất định" được hiện thực hóa trong tự nhiên như "các thành viên của Dàn nhạc Giao hưởng London" hay "những cây trong gỗ Birnam". Có hay không có vô số đơn vị nhất định mà Notion 5 của Euclid (Toàn bộ lớn hơn Phần) không thành công và do đó sẽ được coi là vô hạn đối với Mayberry về cơ bản là một câu hỏi về Thiên nhiên và không đặt ra bất kỳ giả định siêu việt nào.

#### Chủ nghĩa tâm lý học
Tâm lý học trong triết học toán học là vị trí mà các khái niệm và/hoặc sự thật toán học được đặt nền tảng, xuất phát từ hoặc giải thích bởi các sự kiện tâm lý (hoặc luật).
John Stuart Mill dường như là người ủng hộ một loại tâm lý học logic, cũng như nhiều nhà logic học người Đức thế kỷ 19 như Sigwart và Erdmann cũng như một số nhà tâm lý học, quá khứ và hiện tại: ví dụ, Gustave Le Bon. Tâm lý học đã bị Frege chỉ trích nổi tiếng trong cuốn Những nền tảng của số học, và nhiều tác phẩm và bài tiểu luận của ông, bao gồm cả bài phê bình về Triết học số học của Husserl. Edmund Husserl, trong tập đầu tiên của Cuộc điều tra logic của mình, được gọi là "The Prolegomena of Pure Logic", đã chỉ trích tâm lý học kỹ lưỡng và tìm cách tránh xa nó. "Prolegomena" được coi là một sự bác bỏ tâm lý ngắn gọn, công bằng và thấu đáo hơn so với những lời chỉ trích của Frege, và ngày nay nó được nhiều người coi là một lời từ chối đáng nhớ cho cú đánh quyết định của nó vào tâm lý học. Tâm lý học cũng bị Charles Sanders Peirce và Maurice Merleau-Ponty chỉ trích.

#### Chủ nghĩa kinh nghiệm
Chủ nghĩa kinh nghiệm toán học là một hình thức của chủ nghĩa hiện thực phủ nhận rằng toán học có thể được biết đến một tiên nghiệm. Nó nói rằng chúng ta khám phá các sự kiện toán học bằng nghiên cứu thực nghiệm, giống như các sự kiện trong bất kỳ ngành khoa học nào khác. Nó không phải là một trong ba vị trí cổ điển được ủng hộ vào đầu ngày 20   thế kỷ, nhưng chủ yếu phát sinh vào giữa thế kỷ. Tuy nhiên, một người đề xướng sớm quan trọng về quan điểm như thế này là John Stuart Mill. Quan điểm của Mill bị chỉ trích rộng rãi, bởi vì, theo các nhà phê bình, như AJ Ayer, nó đưa ra những tuyên bố như "2 + 2 = 4" được đưa ra dưới dạng những sự thật không chắc chắn, mà chúng ta chỉ có thể tìm hiểu bằng cách quan sát các trường hợp của hai cặp đến với nhau và tạo thành một bộ tứ.
Chủ nghĩa kinh nghiệm toán học đương đại, được xây dựng bởi WVO Quine và Hilary Putnam, chủ yếu được hỗ trợ bởi lập luận tất yếu: toán học là không thể thiếu đối với tất cả các khoa học thực nghiệm và nếu chúng ta muốn tin vào thực tế của các hiện tượng được mô tả bởi các khoa học, chúng ta cũng nên tin vào thực tế của những thực thể cần thiết cho mô tả này. Đó là, vì vật lý cần nói về các điện tử để nói tại sao bóng đèn hoạt động như chúng, thì các electron phải tồn tại. Vì vật lý cần nói về các con số trong việc đưa ra bất kỳ lời giải thích nào, nên số phải tồn tại. Để phù hợp với triết lý chung của Quine và Putnam, đây là một lập luận tự nhiên.
Putnam đã từ chối mạnh mẽ thuật ngữ " Platonist " khi ngụ ý một bản thể học quá cụ thể không cần thiết cho thực hành toán học theo bất kỳ ý nghĩa thực tế nào. Ông ủng hộ một hình thức "chủ nghĩa hiện thực thuần túy" bác bỏ những quan niệm huyền bí về sự thật và chấp nhận nhiều chủ nghĩa kinh nghiệm trong toán học. Điều này phát triển từ sự khẳng định ngày càng phổ biến vào cuối thế kỷ 20 rằng không một nền tảng toán học nào có thể được chứng minh là tồn tại. Đôi khi nó còn được gọi là "chủ nghĩa hậu hiện đại trong toán học" mặc dù thuật ngữ đó được coi là quá tải bởi một số người và xúc phạm người khác. Chủ nghĩa kinh nghiệm thực nghiệm cho rằng khi thực hiện nghiên cứu của mình, các nhà toán học kiểm tra các giả thuyết cũng như chứng minh các định lý. Một lập luận toán học có thể truyền sai lệch từ kết luận đến các tiền đề cũng như nó có thể truyền sự thật từ các tiền đề đến kết luận. Putnam đã lập luận rằng bất kỳ lý thuyết nào về chủ nghĩa hiện thực toán học sẽ bao gồm các phương pháp gần đúng theo kinh nghiệm. Ông đề xuất rằng một loài người ngoài hành tinh làm toán học có thể chủ yếu dựa vào các phương pháp gần đúng theo kinh nghiệm, thường sẵn sàng từ bỏ các bằng chứng nghiêm ngặt và tiên đề, và vẫn có thể thực hiện toán học có lẽ có nguy cơ thất bại cao hơn trong tính toán. Ông đã đưa ra một lập luận chi tiết cho điều này trong Hướng dẫn mới. Chủ nghĩa kinh nghiệm cũng được phát triển bởi Imre Lakatos.
Những lời chỉ trích quan trọng nhất về quan điểm thực nghiệm của toán học là gần giống như quan điểm đối với Mill. Nếu toán học cũng giống như kinh nghiệm như các ngành khoa học khác, thì điều này cho thấy rằng kết quả của nó cũng dễ hiểu như của họ, và cũng như tình cờ. Trong trường hợp của Mill, sự biện minh theo kinh nghiệm xuất hiện trực tiếp, trong trường hợp của Quine, nó đến một cách gián tiếp, thông qua sự gắn kết của toàn bộ lý thuyết khoa học của chúng ta, tức là sự đồng thuận sau EO Wilson. Quine cho rằng toán học dường như hoàn toàn chắc chắn bởi vì vai trò của nó trong mạng lưới niềm tin của chúng ta là cực kỳ trung tâm, và chúng ta sẽ vô cùng khó khăn để sửa đổi nó, mặc dù không phải là không thể.
Đối với một triết lý toán học cố gắng khắc phục một số thiếu sót trong cách tiếp cận của Quine và Gôdel bằng cách xem xét từng khía cạnh của chủ nghĩa hiện thực của Penelope Maddy trong Toán học. Một ví dụ khác về một lý thuyết hiện thực là lý thuyết tâm trí hiện thân.
Để có bằng chứng thực nghiệm cho thấy trẻ sơ sinh của con người có thể làm số học cơ bản, xem Brian Butterworth.

### Chủ nghĩa hư cấu
Chủ nghĩa hư cấu toán học đã trở nên nổi tiếng vào năm 1980 khi Trường Hartry xuất bản Khoa học không có số, từ chối và trên thực tế đã đảo ngược lập luận không thể thiếu của Quine. Trường hợp Quine cho rằng toán học là không thể thiếu đối với các lý thuyết khoa học tốt nhất của chúng ta, và do đó nên được chấp nhận như một cơ thể của sự thật nói về các thực thể tồn tại độc lập, Field cho rằng toán học có thể phân tán, và do đó nên được coi là một cơ thể của sự giả dối thực. Ông đã làm điều này bằng cách đưa ra một tiên đề hoàn chỉnh của cơ học Newton mà không liên quan đến các con số hay chức năng nào cả. Ông bắt đầu với "tính giữa" của các tiên đề của Hilbert để mô tả không gian mà không phối hợp với nó, và sau đó thêm các mối quan hệ bổ sung giữa các điểm để thực hiện công việc trước đây được thực hiện bởi các trường vectơ. Hình học của Hilbert là toán học, bởi vì nó nói về các điểm trừu tượng, nhưng trong lý thuyết của Field, những điểm này là các điểm cụ thể của không gian vật lý, do đó không cần các đối tượng toán học đặc biệt nào.
Đã chỉ ra cách làm khoa học mà không sử dụng các con số, Field đã tiến hành cải tạo toán học như một loại tiểu thuyết hữu ích. Ông đã chỉ ra rằng vật lý toán học là một phần mở rộng bảo thủ của vật lý phi toán học của mình (nghĩa là mọi thực tế vật lý có thể chứng minh được trong vật lý toán học đều có thể chứng minh được từ hệ thống của Field), do đó toán học là một quá trình đáng tin cậy mà các ứng dụng vật lý của nó đều đúng, mặc dù tuyên bố riêng của nó là sai. Do đó, khi làm toán, chúng ta có thể thấy mình như đang kể một loại câu chuyện, nói chuyện như thể con số tồn tại. Đối với Field, một tuyên bố như "2 + 2 = 4" cũng giống như " Sherlock Holmes sống ở số 221B Phố Baker", cả hai đều đúng theo những hư cấu có liên quan.
Bằng tư duy này, không có vấn đề siêu hình hay nhận thức luận nào đặc biệt đối với toán học. Những lo lắng duy nhất còn lại là những lo lắng chung về vật lý phi toán học, và về tiểu thuyết nói chung. Cách tiếp cận của lĩnh vực đã rất có ảnh hưởng, nhưng bị từ chối rộng rãi. Điều này một phần là do yêu cầu của các đoạn logic thứ hai mạnh mẽ để thực hiện việc giảm bớt của anh ta, và vì tuyên bố bảo thủ dường như đòi hỏi phải định lượng trên các mô hình trừu tượng hoặc các khoản khấu trừ.

### Xây dựng xã hội
Chủ nghĩa kiến tạo xã hội xem toán học chủ yếu là một công trình xã hội, như một sản phẩm của văn hóa, chịu sự điều chỉnh và thay đổi. Giống như các ngành khoa học khác, toán học được xem là một nỗ lực thực nghiệm với kết quả được đánh giá liên tục và có thể bị loại bỏ. Tuy nhiên, mặc dù theo quan điểm của chủ nghĩa kinh nghiệm, việc đánh giá là một sự so sánh với "thực tế", các nhà xây dựng xã hội nhấn mạnh rằng hướng nghiên cứu toán học được quyết định bởi thời trang của nhóm xã hội thực hiện nó hoặc bởi nhu cầu của xã hội tài trợ cho nó. Tuy nhiên, mặc dù các lực lượng bên ngoài như vậy có thể thay đổi hướng của một số nghiên cứu toán học, nhưng có những ràng buộc bên trong mạnh mẽ, truyền thống toán học, phương pháp, vấn đề, ý nghĩa và giá trị mà các nhà toán học được sử dụng để bảo tồn môn học được xác định theo lịch sử.
Điều này đi ngược lại với niềm tin truyền thống của các nhà toán học đang làm việc, rằng toán học bằng cách nào đó thuần túy hoặc khách quan. Nhưng các nhà xây dựng xã hội cho rằng toán học thực tế là có cơ sở bởi nhiều điều không chắc chắn: khi thực tiễn toán học phát triển, tình trạng của toán học trước đó bị nghi ngờ và được điều chỉnh theo mức độ mà cộng đồng toán học hiện tại yêu cầu hoặc mong muốn. Điều này có thể được nhìn thấy trong sự phát triển của phân tích từ việc tái phân tích tính toán của Leibniz và Newton. Họ lập luận thêm rằng toán học thành phẩm thường được coi là quá nhiều trạng thái, và toán học dân gian là không đủ, do quá coi trọng chứng minh tiên đề và đánh giá ngang hàng như thực tiễn. Tuy nhiên, điều này có thể được xem như chỉ nói rằng các kết quả đã được chứng minh nghiêm ngặt được nhấn mạnh quá mức, và sau đó "hãy nhìn xem tất cả phần còn lại của nó là hỗn loạn như thế nào!"
Bản chất xã hội của toán học được nhấn mạnh trong văn hóa của nó. Những khám phá lớn có thể được thực hiện trong một nhánh của toán học và có liên quan đến một ngành khác, tuy nhiên mối quan hệ này chưa được khám phá vì thiếu liên hệ xã hội giữa các nhà toán học. Các nhà xây dựng xã hội cho rằng mỗi chuyên ngành hình thành nên một cộng đồng sử thi riêng và thường gặp khó khăn lớn trong việc giao tiếp, hoặc thúc đẩy việc điều tra các phỏng đoán thống nhất có thể liên quan đến các lĩnh vực khác nhau của toán học. Các nhà xây dựng xã hội coi quá trình "làm toán" là thực sự tạo ra ý nghĩa, trong khi các nhà hiện thực xã hội thấy sự thiếu hụt về năng lực của con người để trừu tượng hóa, hoặc thiên kiến nhận thức của con người, hoặc trí tuệ tập thể của các nhà toán học như ngăn cản sự hiểu biết về một vũ trụ thực sự của đối tượng toán học. Các nhà xây dựng xã hội đôi khi từ chối việc tìm kiếm nền tảng của toán học bị ràng buộc là thất bại, là vô nghĩa hoặc thậm chí vô nghĩa.
Đóng góp cho trường này đã được Imre Lakatos và Thomas Tymoczko thực hiện, mặc dù không rõ ràng rằng một trong hai sẽ chứng thực danh hiệu này.   Gần đây Paul Ernest đã xây dựng một cách rõ ràng một triết lý xây dựng xã hội của toán học. Một số người coi công việc của Paul Erd nói chung đã nâng cao quan điểm này (mặc dù ông đã từ chối nó) vì sự hợp tác rộng rãi của ông, khiến những người khác xem và nghiên cứu "toán học như một hoạt động xã hội", ví dụ, thông qua số Erdős. Reuben Hersh cũng đã thúc đẩy quan điểm xã hội về toán học, gọi đó là cách tiếp cận "nhân văn", tương tự nhưng không hoàn toàn giống với phương pháp liên quan đến Alvin White; một trong những đồng tác giả của Hersh, Philip J. Davis, cũng bày tỏ sự đồng tình với quan điểm xã hội.
Một chỉ trích của phương pháp này là nó tầm thường, dựa trên quan sát tầm thường rằng toán học là một hoạt động của con người. Để quan sát rằng bằng chứng nghiêm ngặt chỉ xuất hiện sau khi phỏng đoán không hợp lý, thử nghiệm và suy đoán là đúng, nhưng nó là tầm thường và không ai sẽ phủ nhận điều này. Vì vậy, đó là một chút căng thẳng để mô tả một triết lý toán học theo cách này, trên một cái gì đó tầm thường. Tính toán của Leibniz và Newton đã được các nhà toán học như Weierstrass xem xét lại để chứng minh một cách chặt chẽ các định lý về nó. Không có gì đặc biệt hay thú vị về điều này, vì nó phù hợp với xu hướng chung hơn của những ý tưởng không hấp dẫn mà sau này được thực hiện nghiêm ngặt. Cần có sự phân biệt rõ ràng giữa các đối tượng nghiên cứu toán học và nghiên cứu các đối tượng nghiên cứu toán học. Cái trước dường như không thay đổi nhiều;  cái sau là mãi mãi trong thông lượng. Cái sau là những gì lý thuyết xã hội nói về, và cái trước là những gì chủ nghĩa Platon và các chủ nghĩa liên quan đã là.
Tuy nhiên, sự chỉ trích này bị từ chối bởi những người ủng hộ quan điểm xây dựng xã hội vì nó bỏ lỡ quan điểm rằng chính các đối tượng của toán học là các cấu trúc xã hội. Những đối tượng, nó khẳng định, chủ yếu là ký hiệu học đối tượng hiện có trong lĩnh vực văn hóa con người, duy trì bởi thực tiễn xã hội (sau Wittgenstein) mà sử dụng dấu hiệu về thể chất thể hiện và làm phát sinh intrapersonal cấu trúc (tinh thần). Các nhà xây dựng xã hội xem việc hợp nhất hóa lĩnh vực văn hóa của con người thành một cõi Platonic, hoặc một miền tồn tại giống như thiên đàng khác ngoài thế giới vật chất, một lỗi thuộc phạm vi lâu đời.

### Ngoài các trường phái truyền thống

#### Hiệu quả không hợp lý
Thay vì tập trung vào các cuộc tranh luận hẹp về bản chất thực sự của toán học thật, hoặc thậm chí trên thực hành duy nhất để các nhà toán học như các bằng chứng, một phong trào phát triển từ những năm 1960 đến những năm 1990 đã bắt đầu đặt câu hỏi về ý tưởng của tìm kiếm cơ sở hoặc tìm kiếm bất kỳ một câu trả lời đúng để tại sao toán học hoạt động. Điểm khởi đầu cho điều này là bài báo nổi tiếng năm 1960 của Eugene Wigner Hiệu quả phi lý của toán học trong khoa học tự nhiên, trong đó ông cho rằng sự trùng hợp vui vẻ của toán học và vật lý rất phù hợp dường như là vô lý và khó giải thích.

#### Hai giác quan của Popper
Các lý thuyết hiện thực và kiến tạo thường được coi là tương phản. Tuy nhiên, Karl Popper  lập luận rằng một tuyên bố số như "2 apples + 2 apples = 4 apples" có thể được thực hiện theo hai nghĩa. Theo một nghĩa nào đó, nó là không thể bác bỏ và đúng về mặt logic. Theo nghĩa thứ hai, nó thực sự đúng và sai lệch. Một cách khác để nói điều này là để nói rằng một câu lệnh số đơn có thể diễn tả hai mệnh đề: một trong số đó có thể được giải thích trên các dòng kiến tạo; khác trên dòng hiện thực.

#### Triết lý ngôn ngữ
Những đổi mới trong triết lý ngôn ngữ trong thế kỷ 20 đã làm mới quan tâm đến việc liệu toán học có phải là ngôn ngữ của khoa học hay không. Mặc dù một số nhà toán học và triết gia sẽ chấp nhận tuyên bố " toán học là một ngôn ngữ ", các nhà ngôn ngữ học tin rằng ý nghĩa của một tuyên bố như vậy phải được xem xét. Ví dụ, các công cụ của ngôn ngữ học thường không được áp dụng cho các hệ thống ký hiệu của toán học, nghĩa là toán học được nghiên cứu theo một cách khác biệt so với các ngôn ngữ khác. Nếu toán học là một ngôn ngữ, nó là một loại ngôn ngữ khác với ngôn ngữ tự nhiên. Thật vậy, vì nhu cầu về sự rõ ràng và cụ thể, ngôn ngữ toán học bị hạn chế hơn nhiều so với các ngôn ngữ tự nhiên được nghiên cứu bởi các nhà ngôn ngữ học. Tuy nhiên, các phương pháp do Frege và Tarski phát triển để nghiên cứu ngôn ngữ toán học đã được mở rộng rất nhiều bởi sinh viên Richard Montague của Tarski và các nhà ngôn ngữ học khác làm việc trong ngữ nghĩa chính thức để chỉ ra rằng sự khác biệt giữa ngôn ngữ toán học và ngôn ngữ tự nhiên có thể không lớn như nó tỏ ra.
Mohan Ganesalingam đã phân tích ngôn ngữ toán học bằng các công cụ từ ngôn ngữ học chính thức. Ganesalingam lưu ý rằng một số tính năng của ngôn ngữ tự nhiên là không cần thiết khi phân tích ngôn ngữ toán học (chẳng hạn như thì), nhưng nhiều công cụ phân tích tương tự có thể được sử dụng (như ngữ pháp không ngữ cảnh). Một điểm khác biệt quan trọng là các đối tượng toán học có các loại được xác định rõ ràng, có thể được xác định rõ ràng trong một văn bản: "Thực tế, chúng tôi được phép giới thiệu một từ trong một phần của câu và tuyên bố một phần của lời nói trong một phần khác không có sự tương tự trong ngôn ngữ tự nhiên. "  :251

## Lập luận

### Lập luận tất yếu cho chủ nghĩa hiện thực
Lập luận này, liên quan đến Willard Quine và Hilary Putnam, được Stephen Yablo coi là một trong những lập luận thách thức nhất ủng hộ sự chấp nhận sự tồn tại của các thực thể toán học trừu tượng, như số và tập hợp. Hình thức của lập luận như sau.
1. Người ta phải có bản thể cam kết cho tất cả các thực thể không thể thiếu cho các lý thuyết khoa học tốt nhất, và để chỉ những thực thể (thường được gọi là "tất cả và chỉ").
2. Các thực thể toán học là không thể thiếu đối với các lý thuyết khoa học tốt nhất. Vì thế,
3. Người ta phải có các cam kết bản thể đối với các thực thể toán học.[30]

Sự biện minh cho tiền đề đầu tiên là tranh cãi nhất. Cả Putnam và Quine đều viện dẫn chủ nghĩa tự nhiên để biện minh cho việc loại trừ tất cả các thực thể phi khoa học, và do đó để bảo vệ phần "duy nhất" của "tất cả và duy nhất". Sự khẳng định rằng "tất cả" các thực thể được đưa ra trong các lý thuyết khoa học, bao gồm cả các con số, nên được chấp nhận là có thật là hợp lý bởi sự tổng thể xác nhận. Vì các lý thuyết không được xác nhận theo kiểu từng phần, nhưng nói chung, không có lý do nào để loại trừ bất kỳ thực thể nào được đề cập trong các lý thuyết được xác nhận tốt. Điều này đặt nhà danh nghĩa muốn loại trừ sự tồn tại của các tập hợp và hình học phi Euclide, nhưng bao gồm sự tồn tại của các quark và các thực thể vật lý không thể phát hiện khác, ví dụ, ở một vị trí khó khăn.

### Lập luận chống lại chủ nghĩa hiện thực
Các chống hiện thực " tri thức lý luận" chống lại chủ nghĩa Platon đã được thực hiện bởi Paul Benacerraf và Hartry Dòng. Chủ nghĩa Platon cho rằng các đối tượng toán học là các thực thể trừu tượng. Theo thỏa thuận chung, các thực thể trừu tượng không thể tương tác nhân quả với các thực thể vật lý cụ thể ("giá trị thật của các xác nhận toán học của chúng tôi phụ thuộc vào các sự kiện liên quan đến các thực thể Platonic cư trú trong một cõi ngoài không gian" ). Mặc dù kiến thức về cụ thể của chúng ta, các đối tượng vật lý dựa trên khả năng nhận thức của chúng, và do đó để tương tác một cách nhân quả với chúng, không có tài khoản song song về cách các nhà toán học có kiến thức về các đối tượng trừu tượng. Một cách khác để đưa ra quan điểm là nếu thế giới Platonic biến mất, sẽ không có gì khác biệt đối với khả năng của các nhà toán học tạo ra bằng chứng, v.v., vốn đã hoàn toàn chịu trách nhiệm về các quá trình vật lý trong não của họ.
Lĩnh vực phát triển quan điểm của mình thành chủ nghĩa hư cấu. Benacerraf cũng phát triển triết lý của chủ nghĩa cấu trúc toán học, theo đó không có đối tượng toán học. Tuy nhiên, một số phiên bản của chủ nghĩa cấu trúc tương thích với một số phiên bản của chủ nghĩa hiện thực.
Lập luận xoay quanh ý tưởng rằng một tài khoản tự nhiên thỏa đáng về các quá trình suy nghĩ về các quá trình não có thể được đưa ra cho lý luận toán học cùng với mọi thứ khác. Một dòng bảo vệ là để duy trì rằng điều này là sai, do đó lý luận toán học sử dụng một số trực giác đặc biệt liên quan đến việc tiếp xúc với vương quốc Platonic. Một hình thức hiện đại của lập luận này được Sir Roger Penrose đưa ra.
Một cách phòng thủ khác là duy trì các đối tượng trừu tượng có liên quan đến lý luận toán học theo cách không nhân quả và không giống với nhận thức. Lập luận này được phát triển bởi Jerrold Katz trong cuốn sách 2000 Rationalismism.
Một biện pháp bảo vệ triệt để hơn là phủ nhận thực tế vật lý, tức là giả thuyết vũ trụ toán học. Trong trường hợp đó, kiến thức toán học của một nhà toán học là một đối tượng toán học tiếp xúc với nhau.

## Tính thẩm mỹ
Nhiều nhà toán học thực hành đã bị lôi cuốn vào chủ đề của họ vì cảm giác về cái đẹp mà họ cảm nhận được trong đó. Đôi khi người ta nghe thấy tình cảm rằng các nhà toán học muốn để lại triết học cho các nhà triết học và quay trở lại toán học, nơi, có lẽ, vẻ đẹp nằm ở đó.
Trong tác phẩm của mình về tỷ lệ thiêng liêng, HE Huntley liên quan đến cảm giác đọc và hiểu bằng chứng của người khác về một định lý toán học với người xem một kiệt tác nghệ thuật. tác giả ban đầu của bằng chứng, nhiều như, ông lập luận, người xem một kiệt tác có một cảm giác phấn khởi tương tự như họa sĩ hoặc nhà điêu khắc gốc. Thật vậy, người ta có thể nghiên cứu các tác phẩm toán học và khoa học như văn học.
Philip J. Davis và Reuben Hersh đã nhận xét rằng ý thức về vẻ đẹp toán học là phổ biến giữa các nhà toán học thực hành. Bằng cách ví dụ, họ cung cấp hai bằng chứng về sự bất hợp lý của √2. Đầu tiên là bằng chứng truyền thống bằng mâu thuẫn, được gán cho Euclid; thứ hai là một bằng chứng trực tiếp hơn liên quan đến định lý cơ bản của số học mà họ tranh luận, đi vào trọng tâm của vấn đề. Davis và Hersh cho rằng các nhà toán học tìm thấy bằng chứng thứ hai hấp dẫn hơn về mặt thẩm mỹ bởi vì nó gần với bản chất của vấn đề hơn.
Paul Erdős nổi tiếng với khái niệm về một "Cuốn sách" giả thuyết có chứa các bằng chứng toán học thanh lịch hoặc đẹp nhất. Không có thỏa thuận phổ quát rằng một kết quả có một bằng chứng "thanh lịch nhất"; Gregory Chaitin đã lập luận chống lại ý tưởng này.
Các nhà triết học đôi khi chỉ trích cảm giác về vẻ đẹp hay sự thanh lịch của các nhà toán học là tốt nhất, mơ hồ tuyên bố. Tuy nhiên, bởi cùng một mã thông báo, các nhà triết học toán học đã tìm cách mô tả những gì làm cho một bằng chứng được mong muốn hơn một bằng chứng khác khi cả hai đều hợp lý.

Một khía cạnh khác của thẩm mỹ liên quan đến toán học là quan điểm của các nhà toán học đối với việc sử dụng toán học có thể cho các mục đích được coi là phi đạo đức hoặc không phù hợp. Giải thích nổi tiếng nhất về quan điểm này xảy ra trong cuốn sách A Mathicalian's Apology của GH Hardy, trong đó Hardy lập luận rằng toán học thuần túy có vẻ đẹp vượt trội so với toán học ứng dụng chính xác bởi vì nó không thể được sử dụng cho chiến tranh và kết thúc tương tự. 